# Grup de Pauli

El gràfic de Möbius–Kantor, el gràfic de Cayley del grup de Pauli amb els generadors X, Y i Z

En física i matemàtiques, el grup Pauli {\displaystyle G_{1}} en 1 qubit és el grup de matrius de 16 elements format per  la matriu d'identitat {\displaystyle I} 2×2  i totes les matrius de Pauli
{\displaystyle X=\sigma _{1}={\begin{pmatrix}0&1\\1&0\end{pmatrix}},\quad Y=\sigma _{2}={\begin{pmatrix}0&-i\\i&0\end{pmatrix}},\quad Z=\sigma _{3}={\begin{pmatrix}1&0\\0&-1\end{pmatrix}}}
juntament amb els productes d'aquestes matrius amb els factors {\displaystyle \pm 1} i {\displaystyle \pm i} :
{\displaystyle G_{1}\ {\stackrel {\mathrm {def} }{=}}\ \{\pm I,\pm iI,\pm X,\pm iX,\pm Y,\pm iY,\pm Z,\pm iZ\}\equiv \langle X,Y,Z\rangle }
El grup Pauli és generat per les matrius de Pauli, i com elles rep el nom de Wolfgang Pauli.
El grup Pauli de {\displaystyle n} qubits, {\displaystyle G_{n}}, és el grup generat pels operadors descrits anteriorment aplicat a cadascun d'ells {\displaystyle n} qubits a l'espai de Hilbert del producte tensor {\displaystyle (\mathbb {C} ^{2})^{\otimes n}}. És a dir,
{\displaystyle G_{n}=\langle W_{1}\otimes \cdots \otimes W_{n}:W_{i}\in \{X,Y,Z\}\rangle .}
L'ordre de {\displaystyle G_{n}} és {\displaystyle 4\cdot 4^{n}} ja que un escalar {\displaystyle \pm 1} o {\displaystyle \pm i} factor en qualsevol posició del tensor es pot moure a qualsevol altra posició.
Com a grup abstracte, {\displaystyle G_{1}\cong C_{4}\circ D_{4}} és el producte central d'un grup cíclic d'ordre 4 i el grup diedre d'ordre 8.
El grup Pauli és una representació del grup gamma en l'espai euclidià tridimensional. No és isomorf al grup gamma; és menys lliure, ja que el seu element quiral ho és {\displaystyle \sigma _{1}\sigma _{2}\sigma _{3}=iI} mentre que no hi ha aquesta relació per al grup gamma.